# André de Rivaudeau
André de Rivaudeau (parfois à tort, Antoine), né vers 1540 (parfois 1538) à Fontenay-le-Comte et mort vers 1580, un poète et dramaturge français qui rivalisa avec Ronsard et dont la gloire fut éclipsée par celle de la Pléiade. Il réalisa la première traduction française d'Epictète et publia Aman, Tragédie sainte, l'une des trois premières  tragédies françaises.

## Biographie

### Les origines
Son père, Robert Rivaudeau, de son vrai nom Ribaudeau, Seigneur de la Guillotière, est le gendre d'André Tiraqueau, élu par le Roi à Fontenay, puis anobli, valet de chambre d'Henri II il est de ses favoris. Originaire de Beauvoir-sur-Mer, il est écuyer, sieur de la Guillotière et de la Groizardière, et valet de chambre du roi ; il a changé son nom car il prêtait à rire à la Cour. Sa famille est liée à celle de François de La Noue dit Bras de fer, capitaine protestant au service de la famille de Navarre et il a composé quelques sonnets, édités avec ceux de Jean-Antoine de Baïf, Jean Dorat et Du Bellay.
en 1537, Robert Ribaudeau épouse Marie Tiraqueau (de la famille du poète André Tiraqueau). Tombé en disgrâce à la mort du roi, son protecteur, le couple rentre dans le Poitou et embrasse le protestantisme.

### La formation
André, qui est l'aîné de leurs sept enfants, a passé son enfance à Paris, puis étudié à l'université de Poitiers. Une forte amitié le lie alors à Albert Babinot, lecteur en droit, qui donne ses cours à la "ministrerie" et officie secrètement pour Jean Calvin. Ce jeune auteur dramatique, rival de Ronsard, écrit une Christiade, fort appréciée par Rivaudeau ; en retour il encourage le jeune fontenaysien à le suivre dans la carrière dramatique, le nomme dans ses propres œuvres « l'honneur du monde » et lui dédie un poème :
Le chaud qu'on sent au plus fort de l'été

Ne nous rend tant la fraîcheur agréable,

Et des forêts l'epaisseur délectable

N'a onc si bien le passant arêté,

Et à celui qui se trouve endetté

L'or ne plait tant, ni au captif coupable

Rémission d'un pêché punissable,

Ni à un serf la douce liberté,

Comme d'écrire à ma suiveuse main

L'indigne lot de mon Dieu souverain

Autre sujet mon saint style n'amuse.

Autres discours en moy ne verras point,

Mon Rivaudeau, autre amour ne me poinct,

Autre que Luy ne veut chanter ma Muse.

### Aman
Suivant cet exemple, Rivaudeau compose de premiers commentaires sur une pièce d'Euripide, les préceptes d'Aristote, Horace, Plaute et Térence, qu'il connaît d'après Donat. Enfin, il fait représenter à Poitiers, en 1561 (le 21 juillet) son unique pièce de théâtre, Aman, tragédie sainte inspirée de l'histoire d'Esther et dédiée à la reine de Navarre, Jeanne d'Albret, reine qui fait alors figure de nouvelle Esther aux yeux des protestants. Cette pièce, morale voire religieuse, composée d'après les grecs anciens, inspira  au siècle suivant Jean Racine. Vraisemblablement calviniste, Rivaudeau tire son sujet  des Bibles françaises de Jacques Lefèvre d'Étaples (1530) et de Pierre Robert Olivétan (1535). Aman, Tragédie sainte est publiée en 1566 à Poitiers.
Cette tragédie sainte en cinq actes paraît d'ailleurs observer la division théâtrale de Donat. Selon Â . Keith Cameron, éditeur de la pièce en 1969 (à Genève, chez Droz), Il est possible de voir dans la structure de la pièce les quatre parties préconisées par Donat : prologue, protase épitase et  catastase. Le Prologium étant constitué du premier discours de Mardochée, et la Protase étant la suite du premier acte dans lequel Aman révèle la raison de sa colère contre Mardochée. On sait que Rivaudeau préférait Donat à Aristote.

### Ses amis et soutiens
Son talent le fait remarquer par Antoinette d'Aubeterre, dame de Soubise, qui le soutient dans ses études et à qui il dédie un de ses livres en 1567, alors qu'il publie parallèlement sa traduction du Manuel d'Epictète. Il prend pour sujet le destin de vierges et de femmes mal mariées, qu'on peut comparer  à celui de Catherine de Parthenay, la fille de sa bienfaitrice. On pense qu'il est alors en contact avec le mathématicien François Viète, qui officie comme secrétaire des Parthenay et dont la famille est liée à la sienne. Riveaudeau consacre d'ailleurs son recueil suivant à la dame de la Garnache, Françoise de Rohan, autre amie du mathématicien. Enfin, il fait partie des familiers de Catherine de Parthenay, élève et protectrice de son compatriote fontenaysien.
Rivaudeau compose la plupart de ses œuvres à la Groizardière, commune de Châteauneuf, dont la vue s'étend sur la baie de Bourgneuf, et dans laquelle il résida de 1562 à 1570. Deux éptlres sont datées de la Groizardière : l'une, à Monsieur de la Noue Chamoine de Bretaigne, avec lequel il est lié, et qu'il respecte comme un gentilhomme de rare et délié jugement et l'autre à Françoise de Rohan, dame de la Garnache. Cette pièce, dont le sujet est l'Espérance, paraît avoir été demandée par la malheureuse duchesse de Loudun, dans le temps de son procès contre Jacques de Nemours, duc de Savoie.
Pénélope attendit, par vingt longues années,

Ulysse a retourner des terres ruinées 

Du désert Ilion : - Et plus elle attendit, 

Plus chaud et plus bouillant son désir se rendit. 
Plus loin, il exprime, pour elle, en guise de conclusion, son sentiment sur les choses sur de ce monde :
J'estois le champ de Jean, et puis devant hier,

Par le decès de Jean, je devins à Gautier.

Et si toujours Gautier ne sera pas mon maistre :

Il a procès à Pierre auquel j'espère d'estre.

Les hommes sont bien fols de se nommer seigneurs,

Estant aux changements sujets et aux malheurs.

Je ne suis ni a Jean, n' à Gautier, ni a Pierre ;

A fortune je suis, comme est toute la terre.
Quelques-unes de ses poésies sont encore dédiées à Remy Belleau, l'un des membres de la pléiade, qu'il rencontre et qu'il apprécie. Son théâtre trouve place dans la bibliothèque de Remy Belleau. Son jugement sur Ronsard se nuance et il écrit alors :
Belleau, mon naturel, dès ma première enfance,

M'a fait admirateur des poètes de France 

Et singulièrement du merveilleux Ronsard, 

Le prince sans envie et premier de son art.
Toutefois, dans son Hymne de Marie Tiraqueau, Rivaudeau reprend une dernière fois ses attaques contre le prince de la Pléiade. Il y vante également Fontenay-le-Comte, sa ville natale, et décrit la bibliothèque et le cabinet de Micbel Tiraqueau, père de Marie, où se trouvaient réunis  diverses curiosités apportées de lointains voyages.

### Dans l'opposition à Ronsard
L'attitude de Rivaudeau à l'égard de Ronsard n'a cessé de varier. En 1559, il applaudit aux critiques de Babinot contre Ronsard. En 1563, il critique amèrement  sa Franciade, dont il affirme qu'il ne nous reste rien qu'une vague fumée. Cette critique prend place dans ses Remonstrances à la Reine et fait pièce à la Réponse aux injures et calomnies de je ne sais quels prédicants et ministres de Genève  de Ronsard ; elle lui permet de définir un art poétique sérieux, où il fixe comme but à la poésie une inspiration plus élevée. Il y invite le poète de la Pléiade à célébrer la création divine et à chanter les secrets de la nature. L'attribution de ces Remonstrances, date de Jacques Pineaux mais lui fut cependant contestée (elle proviendrait de Babinot et d'un ami commun, Loys Tiraqueau). Ce jugement ne l'empêche pas de rendre hommage à Ronsard dans ses épîtres à Belleau, ni de le critiquer encore une fois dans  son Hymne de Marie Tiraqueau où il affirme 

« Toi, Ronsard...
toi, poète sacré, que ta diserte main
ne nous écrive plus tant de fables en vain. »

Certains auteurs ont vu dans cette rivalité des causes morales, d'autres y ont décelé des raisons plus matérielles.

### La postérité
Rivaudeau eut un fils, nommé comme lui André, et une fille, Débora, qui lui survécurent. Leur descendance se perdit vers la fin du XVIIe siècle. Rivaudeau disparaît peu après le partage des biens de son père (effectué en 1579). Certains auteurs donnent 1589, d'autres 1601.

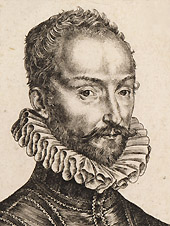
Etienne Jodelle

Rivaudeau  a écrit la troisième tragédie française. Aman, en effet, n'a été précédé dans ce genre que par Cléopâtre captive et Didon se sacrifiant de Jodelle. On a pu comparer le théâtre de Rivaudeau et celui de Théodore de Bèze mais l'Aman est une première : la première tragédie dramatique. Rivaudeau s'y montre nettement influencé par les grecs ; il tient à y faire respecter les règles d'unité ; enfin il y bouleverse la perspective biblique, faisant d'Aman le personnage principal afin de dresser un parallèle entre les juifs persécutés et les protestants de son siècle. Toutefois, lorsque Racine reprend le même thème dans Esther, la langue du XVIe siècle et les préoccupations politiques de son auteur  ont été depuis longtemps oubliées. Benjamin Fillon la jugeait moins remarquable que les autres ouvrages de Rivaudeau, mais trouvait néanmoins qu'elle renfermait des passages pleins de verve. Il reste deux exemplaires seulement de son livre, l'un à la bibliothèque de l'Arsenal (ancien fonds de la Vallière, n 4795), et l'autre à Nantes, ce qui en fait un des plus rares de la littérature théâtrale française.
Son héritage a été restauré au XIXe siècle par Charles Mourain de Sourdeval puis au XXe siècle par Raymond Lebègue, Léontine Zanta et Keith Cameron.

## Publications
- Aman, de la perfidie, tragédie, 1561. Rééditions : Aman, tragédie sainte, édition critique avec introduction et notes par  Keith Cameron, Genève, Droz, 1969. Aman, tragédie in Régine Reynolds-Cornell, La Tragédie française à l'époque d'Henri II et Charles IX, première série, vol. 3, Paris-Florence, PUF, Olschki, 1990, p. 1–86.
- Les Œuvres d'André de Rivaudeau, gentilhomme du Bas-Poitou, 1566 lire en ligne sur Gallica.
- La Doctrine d'Épictète stoïcien, comme l'homme se peut rendre vertueus, libre, heureus et sans passion, traduitte du grec en françois par André Rivaudeau, 1567. Réédition : La Traduction française du Manuel d'Épictète d'André de Rivaudeau au XVIe siècle, publiée avec une introduction par Léontine Zanta, Paris, E. Champion, 1914 lire en ligne sur Gallica.
- Les Œuvres poétiques d'André de Rivaudeau, publiée et annotée par Charles Mourain de Sourdeval, 1859. Réédition : Genève, Slatkine reprints, 1968.